# Nazionale maschile di hockey su prato dell'Unione Sovietica
La nazionale di hockey su prato dell'Unione Sovietica era la squadra di hockey su prato rappresentativa dell'Unione Sovietica, scioltasi nel 1991.

## Partecipazioni

### Mondiali
- 1971 – non partecipa
- 1973 – non partecipa
- 1975 – non partecipa
- 1978 – non partecipa
- 1982 – 6º posto
- 1986 – 4º posto
- 1990 – 6º posto

### Olimpiadi
- 1908-1976 – non partecipa
- 1980 – 3º posto
- 1984 – non partecipa
- 1988 – 7º posto

### Champions Trophy
- 1978 – non partecipa
- 1980 – non partecipa
- 1981 – non partecipa
- 1982 – 6º posto
- 1983 – non partecipa
- 1984 – non partecipa
- 1985 – non partecipa
- 1986 – non partecipa
- 1987 – 8º posto
- 1988 – 4º posto
- 1989 – non partecipa
- 1990 – 5º posto
- 1991 – 6º posto

### EuroHockey Nations Championship
- 1970 - 14º posto
- 1974 - non partecipa
- 1978 - 9º posto
- 1983 - 2º posto
- 1987 - 4º posto
- 1991 - 4º posto